# Гапотий, Роман Валентинович
Роман Валентинович Гапотий (15 февраля 1970) — советский и российский футболист, играл на позиции полузащитника.

## Карьера
Воспитанник группы подготовки ростовского СКА (тренер — Ю. Н. Романов) и ростовского РОШИСП-10 (тренер — В. Н. Гаврилов). В 1988—1990 годах служил в армии в спортроте, в этот период играл за ростовский коллектив физкультуры ШВСМ (1989) и СКА (Ростов-на-Дону) (1990).
С 1990 по 1992 год играл за АПК, за исключением небольшого промежутка, когда играл за кисловодский «Асмарал» и мини-футбольный клуб «Ростсельмаш». В 1993 году перебрался в «Крылья Советов», за которые в высшей лиге дебютировал 9 июля 1993 года в выездном матче 19-го тура против ставропольского «Динамо», выйдя на 70-й минуте встречи на замену Сергею Марушко. Последний матч на профессиональном уровне сыграл в 1994 году. Далее выступал за ростовские любительские клубы «Водник» и «Прогресс».